# Морозов, Иван Фёдорович (Герой Советского Союза)
Иван Фёдорович Морозов  (3 июля 1930 — 4 февраля 2014) — советский военный моряк-подводник, участник самого дальнего в истории ВМФ подводного перехода. Герой Советского Союза (23.05.1966). Капитан 1-го ранга (28.06.1971)

## Биография
Родился 3 июля 1930 года в деревне Савёлово Кимрского района Калининской (ныне Тверской) области в семье рабочего.
В 1931 году семья Морозовых переехала в Ленинград. В первый год Великой Отечественной войны в блокадном Ленинграде умерли отец и сестра И. Ф. Морозова. В 1942 году он вместе с матерью был эвакуирован в Савёлово. В 1943—1946 годах Иван учился в 39-й железнодорожной школе на станции Савёлово, затем семья вернулась в Ленинград. В 1950 году окончил среднюю школу в Ленинграде.
В ВМФ СССР с 1950 года. Поступил в Высшее военно-морское инженерное училище имени Ф. Э. Дзержинского, но в 1954 году был переведён в открывшееся в 1952 году Высшее военно-морское инженерное училище подводного плавания в Севастополе, которое окончил в 1956 году. Член КПСС с 1956 года.
С мая 1956 года И. Ф. Морозов проходил службу на подводной лодке «Б-76» Северного флота: командир моторной группы электромеханической боевой части, с декабря 1957 — командир электромеханической боевой части (БЧ-5). В августе—октябре 1957 года участвовал в 75-суточном походе ПЛ в Атлантический океан (один из первых в СССР), в апреле 1959 года участвовал в первом в Военно-Морском флоте СССР многодневном подлёдном плавании в районе Северного Ледовитого океана.
После окончания в 1961 году курсов переподготовки офицеров ВМФ в городе Обнинске проходил службу командиром БЧ-5 на атомных подводных лодках «К-50» (с января 1961) и на «К-133» (с января 1962) Северного флота.
С 28 июля по 16 сентября 1963 года участвовал в первом автономном походе атомохода в экваториальной Атлантике. 17 августа на подводной лодке произошла авария парогенератора. Благодаря умелым и грамотным действиям командира БЧ-5 И. Ф. Морозова авария была ликвидирована. За проявленное мужество и высочайший профессионализм Морозов был награждён орденом Ленина.
В 1965 году И. Ф. Морозов окончил Высшие специальные офицерские классы ВМФ и в сентябре этого года назначен заместителем начальника электромеханической службы по спецустановкам 3-й дивизии подводных лодок Северного флота.
В 1966 году участвовал в первом в мире переходе атомных подводных лодок без всплытия в надводное положение с Северного на Тихоокеанский флот вокруг Южной Америки проливом Дрейка. И. Ф. Морозов шёл на подводной лодке «К-133» под командованием капитана 2-го ранга Столярова Л. Н. «К-133» прошла 20045,6 морские мили, из них в подводном положении 19899,6 морские мили.
Указом Президиума Верховного Совета СССР от 23 мая 1966 года за успешное выполнение специального задания и проявленные при этом мужество и отвагу инженер-капитану 2-го ранга Морозову Ивану Фёдоровичу присвоено звание Героя Советского Союза с вручением ордена Ленина и медали «Золотая Звезда» (№ 11254).
В августе 1968 года направлен в академию. В 1971 году окончил кораблестроительный факультет Военно-морской академии и в июне этого года назначен главным инженером — заместителем начальника Технического управления дважды Краснознамённого Балтийского флота. С декабря 1978 по октябрь 1980 года — военный советник флагманского инженера-механика — заместителя командующего Военно-Морским Флотом Народной Республики Анголы по эксплуатации и судоремонту. С апреля 1981 — заместитель старшего военного представителя, с марта 1987 — начальник группы — испытатель Военного представительства Министерства обороны СССР в Ленинграде.
С июля 1989 года в запасе. До июля 1997 года работал в том же Военном представительстве в качестве гражданского специалиста. Ветеран боевых действий, ветеран подразделений особого риска.
Проживал в Санкт-Петербурге, являлся членом президиума Объединённого совета ветеранов-подводников ВМФ, член Совета ветеранов дивизии подводных лодок Северного флота, секретарь Президиума совета Героев Советского Союза, Героев России и полных кавалеров ордена Славы Санкт-Петербурга и Ленинградской области.
9 мая 1995 года участвовал в юбилейном Параде Победы на Красной площади в Москве, в составе полка Ленинградского фронта.
4 февраля 2014 года в Санкт-Петербурге Иван Фёдорович скоропостижно скончался.

## Награды
- Медаль «Золотая Звезда» Героя Советского Союза
- Орден Мужества (1998).
- Два ордена Ленина (1964, 1966).
- Орден «За службу Родине в Вооружённых Силах СССР» 3-й степени (1975).
- Медали.

## Память
- В Санкт-Петербурге его именем названа школа №236 Фрунзенского района (на ул. Пражской, дом 7, корпус 4)[3].